# 侧斑唇鱼
侧斑唇鱼（学名：Cheilinus mentalis）为隆头鱼科唇鱼属的鱼类，于1828年由爱德华·吕佩尔描述。主要分布于红海、印度洋至太平洋菲律宾以及南海诸岛等。